# Luo Xiaojuan (zapaśniczka)
Luo Xiaojuan (chiń. upr. 罗小娟; pinyin Luō Xiǎojuān; ur. 19 marca 1993) – chińska zapaśniczka walcząca w stylu wolnym. Brązowa medalistka mistrzostw świata w 2022. Zdobyła złoty medal na mistrzostwach Azji w 2015 i 2019; srebrny w 2018. Druga w Pucharze Świata w 2017, 2018 i 2022 roku.